# Cơn bão Tốt (cờ vua)
Cơn bão tốt là một chiến thuật cờ vua trong đó một số con tốt di chuyển nhanh chóng về phía phòng thủ của đối phương. Một cơn bão tốt thường huy động các con tốt liên kết trên một cánh như: cánh hậu (cột a,b và c) hoặc cánh vua (cột f,g và h).

## Ví dụ
Một cơn bão tốt thường sẽ tràn về hướng vua của đối phương sau khi nó đã nhập thành (ví dụ: Fischer – Larsen, 1958). Những bước tiến liên tiếp của quân tốt bên đó có thể nhanh chóng làm tê liệt và áp đảo vị trí của đối phương.
|   | a | b | c | d | e | f | g | h |   |
| 8 | a7 black king · b7 black pawn · d7 black queen · f7 black pawn · a6 black pawn · c5 black knight · e5 white pawn · c4 white queen · d3 black rook · f3 white bishop · g3 white pawn · d2 black pawn · f2 white pawn · g2 white king · b1 white rook | a7 black king · b7 black pawn · d7 black queen · f7 black pawn · a6 black pawn · c5 black knight · e5 white pawn · c4 white queen · d3 black rook · f3 white bishop · g3 white pawn · d2 black pawn · f2 white pawn · g2 white king · b1 white rook | a7 black king · b7 black pawn · d7 black queen · f7 black pawn · a6 black pawn · c5 black knight · e5 white pawn · c4 white queen · d3 black rook · f3 white bishop · g3 white pawn · d2 black pawn · f2 white pawn · g2 white king · b1 white rook | a7 black king · b7 black pawn · d7 black queen · f7 black pawn · a6 black pawn · c5 black knight · e5 white pawn · c4 white queen · d3 black rook · f3 white bishop · g3 white pawn · d2 black pawn · f2 white pawn · g2 white king · b1 white rook | a7 black king · b7 black pawn · d7 black queen · f7 black pawn · a6 black pawn · c5 black knight · e5 white pawn · c4 white queen · d3 black rook · f3 white bishop · g3 white pawn · d2 black pawn · f2 white pawn · g2 white king · b1 white rook | a7 black king · b7 black pawn · d7 black queen · f7 black pawn · a6 black pawn · c5 black knight · e5 white pawn · c4 white queen · d3 black rook · f3 white bishop · g3 white pawn · d2 black pawn · f2 white pawn · g2 white king · b1 white rook | a7 black king · b7 black pawn · d7 black queen · f7 black pawn · a6 black pawn · c5 black knight · e5 white pawn · c4 white queen · d3 black rook · f3 white bishop · g3 white pawn · d2 black pawn · f2 white pawn · g2 white king · b1 white rook | a7 black king · b7 black pawn · d7 black queen · f7 black pawn · a6 black pawn · c5 black knight · e5 white pawn · c4 white queen · d3 black rook · f3 white bishop · g3 white pawn · d2 black pawn · f2 white pawn · g2 white king · b1 white rook | 8 |
| 7 | a7 black king · b7 black pawn · d7 black queen · f7 black pawn · a6 black pawn · c5 black knight · e5 white pawn · c4 white queen · d3 black rook · f3 white bishop · g3 white pawn · d2 black pawn · f2 white pawn · g2 white king · b1 white rook | a7 black king · b7 black pawn · d7 black queen · f7 black pawn · a6 black pawn · c5 black knight · e5 white pawn · c4 white queen · d3 black rook · f3 white bishop · g3 white pawn · d2 black pawn · f2 white pawn · g2 white king · b1 white rook | a7 black king · b7 black pawn · d7 black queen · f7 black pawn · a6 black pawn · c5 black knight · e5 white pawn · c4 white queen · d3 black rook · f3 white bishop · g3 white pawn · d2 black pawn · f2 white pawn · g2 white king · b1 white rook | a7 black king · b7 black pawn · d7 black queen · f7 black pawn · a6 black pawn · c5 black knight · e5 white pawn · c4 white queen · d3 black rook · f3 white bishop · g3 white pawn · d2 black pawn · f2 white pawn · g2 white king · b1 white rook | a7 black king · b7 black pawn · d7 black queen · f7 black pawn · a6 black pawn · c5 black knight · e5 white pawn · c4 white queen · d3 black rook · f3 white bishop · g3 white pawn · d2 black pawn · f2 white pawn · g2 white king · b1 white rook | a7 black king · b7 black pawn · d7 black queen · f7 black pawn · a6 black pawn · c5 black knight · e5 white pawn · c4 white queen · d3 black rook · f3 white bishop · g3 white pawn · d2 black pawn · f2 white pawn · g2 white king · b1 white rook | a7 black king · b7 black pawn · d7 black queen · f7 black pawn · a6 black pawn · c5 black knight · e5 white pawn · c4 white queen · d3 black rook · f3 white bishop · g3 white pawn · d2 black pawn · f2 white pawn · g2 white king · b1 white rook | a7 black king · b7 black pawn · d7 black queen · f7 black pawn · a6 black pawn · c5 black knight · e5 white pawn · c4 white queen · d3 black rook · f3 white bishop · g3 white pawn · d2 black pawn · f2 white pawn · g2 white king · b1 white rook | 7 |
| 6 | a7 black king · b7 black pawn · d7 black queen · f7 black pawn · a6 black pawn · c5 black knight · e5 white pawn · c4 white queen · d3 black rook · f3 white bishop · g3 white pawn · d2 black pawn · f2 white pawn · g2 white king · b1 white rook | a7 black king · b7 black pawn · d7 black queen · f7 black pawn · a6 black pawn · c5 black knight · e5 white pawn · c4 white queen · d3 black rook · f3 white bishop · g3 white pawn · d2 black pawn · f2 white pawn · g2 white king · b1 white rook | a7 black king · b7 black pawn · d7 black queen · f7 black pawn · a6 black pawn · c5 black knight · e5 white pawn · c4 white queen · d3 black rook · f3 white bishop · g3 white pawn · d2 black pawn · f2 white pawn · g2 white king · b1 white rook | a7 black king · b7 black pawn · d7 black queen · f7 black pawn · a6 black pawn · c5 black knight · e5 white pawn · c4 white queen · d3 black rook · f3 white bishop · g3 white pawn · d2 black pawn · f2 white pawn · g2 white king · b1 white rook | a7 black king · b7 black pawn · d7 black queen · f7 black pawn · a6 black pawn · c5 black knight · e5 white pawn · c4 white queen · d3 black rook · f3 white bishop · g3 white pawn · d2 black pawn · f2 white pawn · g2 white king · b1 white rook | a7 black king · b7 black pawn · d7 black queen · f7 black pawn · a6 black pawn · c5 black knight · e5 white pawn · c4 white queen · d3 black rook · f3 white bishop · g3 white pawn · d2 black pawn · f2 white pawn · g2 white king · b1 white rook | a7 black king · b7 black pawn · d7 black queen · f7 black pawn · a6 black pawn · c5 black knight · e5 white pawn · c4 white queen · d3 black rook · f3 white bishop · g3 white pawn · d2 black pawn · f2 white pawn · g2 white king · b1 white rook | a7 black king · b7 black pawn · d7 black queen · f7 black pawn · a6 black pawn · c5 black knight · e5 white pawn · c4 white queen · d3 black rook · f3 white bishop · g3 white pawn · d2 black pawn · f2 white pawn · g2 white king · b1 white rook | 6 |
| 5 | a7 black king · b7 black pawn · d7 black queen · f7 black pawn · a6 black pawn · c5 black knight · e5 white pawn · c4 white queen · d3 black rook · f3 white bishop · g3 white pawn · d2 black pawn · f2 white pawn · g2 white king · b1 white rook | a7 black king · b7 black pawn · d7 black queen · f7 black pawn · a6 black pawn · c5 black knight · e5 white pawn · c4 white queen · d3 black rook · f3 white bishop · g3 white pawn · d2 black pawn · f2 white pawn · g2 white king · b1 white rook | a7 black king · b7 black pawn · d7 black queen · f7 black pawn · a6 black pawn · c5 black knight · e5 white pawn · c4 white queen · d3 black rook · f3 white bishop · g3 white pawn · d2 black pawn · f2 white pawn · g2 white king · b1 white rook | a7 black king · b7 black pawn · d7 black queen · f7 black pawn · a6 black pawn · c5 black knight · e5 white pawn · c4 white queen · d3 black rook · f3 white bishop · g3 white pawn · d2 black pawn · f2 white pawn · g2 white king · b1 white rook | a7 black king · b7 black pawn · d7 black queen · f7 black pawn · a6 black pawn · c5 black knight · e5 white pawn · c4 white queen · d3 black rook · f3 white bishop · g3 white pawn · d2 black pawn · f2 white pawn · g2 white king · b1 white rook | a7 black king · b7 black pawn · d7 black queen · f7 black pawn · a6 black pawn · c5 black knight · e5 white pawn · c4 white queen · d3 black rook · f3 white bishop · g3 white pawn · d2 black pawn · f2 white pawn · g2 white king · b1 white rook | a7 black king · b7 black pawn · d7 black queen · f7 black pawn · a6 black pawn · c5 black knight · e5 white pawn · c4 white queen · d3 black rook · f3 white bishop · g3 white pawn · d2 black pawn · f2 white pawn · g2 white king · b1 white rook | a7 black king · b7 black pawn · d7 black queen · f7 black pawn · a6 black pawn · c5 black knight · e5 white pawn · c4 white queen · d3 black rook · f3 white bishop · g3 white pawn · d2 black pawn · f2 white pawn · g2 white king · b1 white rook | 5 |
| 4 | a7 black king · b7 black pawn · d7 black queen · f7 black pawn · a6 black pawn · c5 black knight · e5 white pawn · c4 white queen · d3 black rook · f3 white bishop · g3 white pawn · d2 black pawn · f2 white pawn · g2 white king · b1 white rook | a7 black king · b7 black pawn · d7 black queen · f7 black pawn · a6 black pawn · c5 black knight · e5 white pawn · c4 white queen · d3 black rook · f3 white bishop · g3 white pawn · d2 black pawn · f2 white pawn · g2 white king · b1 white rook | a7 black king · b7 black pawn · d7 black queen · f7 black pawn · a6 black pawn · c5 black knight · e5 white pawn · c4 white queen · d3 black rook · f3 white bishop · g3 white pawn · d2 black pawn · f2 white pawn · g2 white king · b1 white rook | a7 black king · b7 black pawn · d7 black queen · f7 black pawn · a6 black pawn · c5 black knight · e5 white pawn · c4 white queen · d3 black rook · f3 white bishop · g3 white pawn · d2 black pawn · f2 white pawn · g2 white king · b1 white rook | a7 black king · b7 black pawn · d7 black queen · f7 black pawn · a6 black pawn · c5 black knight · e5 white pawn · c4 white queen · d3 black rook · f3 white bishop · g3 white pawn · d2 black pawn · f2 white pawn · g2 white king · b1 white rook | a7 black king · b7 black pawn · d7 black queen · f7 black pawn · a6 black pawn · c5 black knight · e5 white pawn · c4 white queen · d3 black rook · f3 white bishop · g3 white pawn · d2 black pawn · f2 white pawn · g2 white king · b1 white rook | a7 black king · b7 black pawn · d7 black queen · f7 black pawn · a6 black pawn · c5 black knight · e5 white pawn · c4 white queen · d3 black rook · f3 white bishop · g3 white pawn · d2 black pawn · f2 white pawn · g2 white king · b1 white rook | a7 black king · b7 black pawn · d7 black queen · f7 black pawn · a6 black pawn · c5 black knight · e5 white pawn · c4 white queen · d3 black rook · f3 white bishop · g3 white pawn · d2 black pawn · f2 white pawn · g2 white king · b1 white rook | 4 |
| 3 | a7 black king · b7 black pawn · d7 black queen · f7 black pawn · a6 black pawn · c5 black knight · e5 white pawn · c4 white queen · d3 black rook · f3 white bishop · g3 white pawn · d2 black pawn · f2 white pawn · g2 white king · b1 white rook | a7 black king · b7 black pawn · d7 black queen · f7 black pawn · a6 black pawn · c5 black knight · e5 white pawn · c4 white queen · d3 black rook · f3 white bishop · g3 white pawn · d2 black pawn · f2 white pawn · g2 white king · b1 white rook | a7 black king · b7 black pawn · d7 black queen · f7 black pawn · a6 black pawn · c5 black knight · e5 white pawn · c4 white queen · d3 black rook · f3 white bishop · g3 white pawn · d2 black pawn · f2 white pawn · g2 white king · b1 white rook | a7 black king · b7 black pawn · d7 black queen · f7 black pawn · a6 black pawn · c5 black knight · e5 white pawn · c4 white queen · d3 black rook · f3 white bishop · g3 white pawn · d2 black pawn · f2 white pawn · g2 white king · b1 white rook | a7 black king · b7 black pawn · d7 black queen · f7 black pawn · a6 black pawn · c5 black knight · e5 white pawn · c4 white queen · d3 black rook · f3 white bishop · g3 white pawn · d2 black pawn · f2 white pawn · g2 white king · b1 white rook | a7 black king · b7 black pawn · d7 black queen · f7 black pawn · a6 black pawn · c5 black knight · e5 white pawn · c4 white queen · d3 black rook · f3 white bishop · g3 white pawn · d2 black pawn · f2 white pawn · g2 white king · b1 white rook | a7 black king · b7 black pawn · d7 black queen · f7 black pawn · a6 black pawn · c5 black knight · e5 white pawn · c4 white queen · d3 black rook · f3 white bishop · g3 white pawn · d2 black pawn · f2 white pawn · g2 white king · b1 white rook | a7 black king · b7 black pawn · d7 black queen · f7 black pawn · a6 black pawn · c5 black knight · e5 white pawn · c4 white queen · d3 black rook · f3 white bishop · g3 white pawn · d2 black pawn · f2 white pawn · g2 white king · b1 white rook | 3 |
| 2 | a7 black king · b7 black pawn · d7 black queen · f7 black pawn · a6 black pawn · c5 black knight · e5 white pawn · c4 white queen · d3 black rook · f3 white bishop · g3 white pawn · d2 black pawn · f2 white pawn · g2 white king · b1 white rook | a7 black king · b7 black pawn · d7 black queen · f7 black pawn · a6 black pawn · c5 black knight · e5 white pawn · c4 white queen · d3 black rook · f3 white bishop · g3 white pawn · d2 black pawn · f2 white pawn · g2 white king · b1 white rook | a7 black king · b7 black pawn · d7 black queen · f7 black pawn · a6 black pawn · c5 black knight · e5 white pawn · c4 white queen · d3 black rook · f3 white bishop · g3 white pawn · d2 black pawn · f2 white pawn · g2 white king · b1 white rook | a7 black king · b7 black pawn · d7 black queen · f7 black pawn · a6 black pawn · c5 black knight · e5 white pawn · c4 white queen · d3 black rook · f3 white bishop · g3 white pawn · d2 black pawn · f2 white pawn · g2 white king · b1 white rook | a7 black king · b7 black pawn · d7 black queen · f7 black pawn · a6 black pawn · c5 black knight · e5 white pawn · c4 white queen · d3 black rook · f3 white bishop · g3 white pawn · d2 black pawn · f2 white pawn · g2 white king · b1 white rook | a7 black king · b7 black pawn · d7 black queen · f7 black pawn · a6 black pawn · c5 black knight · e5 white pawn · c4 white queen · d3 black rook · f3 white bishop · g3 white pawn · d2 black pawn · f2 white pawn · g2 white king · b1 white rook | a7 black king · b7 black pawn · d7 black queen · f7 black pawn · a6 black pawn · c5 black knight · e5 white pawn · c4 white queen · d3 black rook · f3 white bishop · g3 white pawn · d2 black pawn · f2 white pawn · g2 white king · b1 white rook | a7 black king · b7 black pawn · d7 black queen · f7 black pawn · a6 black pawn · c5 black knight · e5 white pawn · c4 white queen · d3 black rook · f3 white bishop · g3 white pawn · d2 black pawn · f2 white pawn · g2 white king · b1 white rook | 2 |
| 1 | a7 black king · b7 black pawn · d7 black queen · f7 black pawn · a6 black pawn · c5 black knight · e5 white pawn · c4 white queen · d3 black rook · f3 white bishop · g3 white pawn · d2 black pawn · f2 white pawn · g2 white king · b1 white rook | a7 black king · b7 black pawn · d7 black queen · f7 black pawn · a6 black pawn · c5 black knight · e5 white pawn · c4 white queen · d3 black rook · f3 white bishop · g3 white pawn · d2 black pawn · f2 white pawn · g2 white king · b1 white rook | a7 black king · b7 black pawn · d7 black queen · f7 black pawn · a6 black pawn · c5 black knight · e5 white pawn · c4 white queen · d3 black rook · f3 white bishop · g3 white pawn · d2 black pawn · f2 white pawn · g2 white king · b1 white rook | a7 black king · b7 black pawn · d7 black queen · f7 black pawn · a6 black pawn · c5 black knight · e5 white pawn · c4 white queen · d3 black rook · f3 white bishop · g3 white pawn · d2 black pawn · f2 white pawn · g2 white king · b1 white rook | a7 black king · b7 black pawn · d7 black queen · f7 black pawn · a6 black pawn · c5 black knight · e5 white pawn · c4 white queen · d3 black rook · f3 white bishop · g3 white pawn · d2 black pawn · f2 white pawn · g2 white king · b1 white rook | a7 black king · b7 black pawn · d7 black queen · f7 black pawn · a6 black pawn · c5 black knight · e5 white pawn · c4 white queen · d3 black rook · f3 white bishop · g3 white pawn · d2 black pawn · f2 white pawn · g2 white king · b1 white rook | a7 black king · b7 black pawn · d7 black queen · f7 black pawn · a6 black pawn · c5 black knight · e5 white pawn · c4 white queen · d3 black rook · f3 white bishop · g3 white pawn · d2 black pawn · f2 white pawn · g2 white king · b1 white rook | a7 black king · b7 black pawn · d7 black queen · f7 black pawn · a6 black pawn · c5 black knight · e5 white pawn · c4 white queen · d3 black rook · f3 white bishop · g3 white pawn · d2 black pawn · f2 white pawn · g2 white king · b1 white rook | 1 |
|   | a | b | c | d | e | f | g | h |   |

Một cơn bão tốt cũng có thể nhắm vào việc phong cấp một con tốt thông; hình được lấy từ một ván cờ trong đó Tigran Petrosian chơi quân đen đấu với Bobby Fischer. Trong mười bốn nước đi tiếp theo, Petrosian tiến con tốt của mình xuống cột a và cột b, buộc Fischer phải xin thua.